# Quadrivecteur

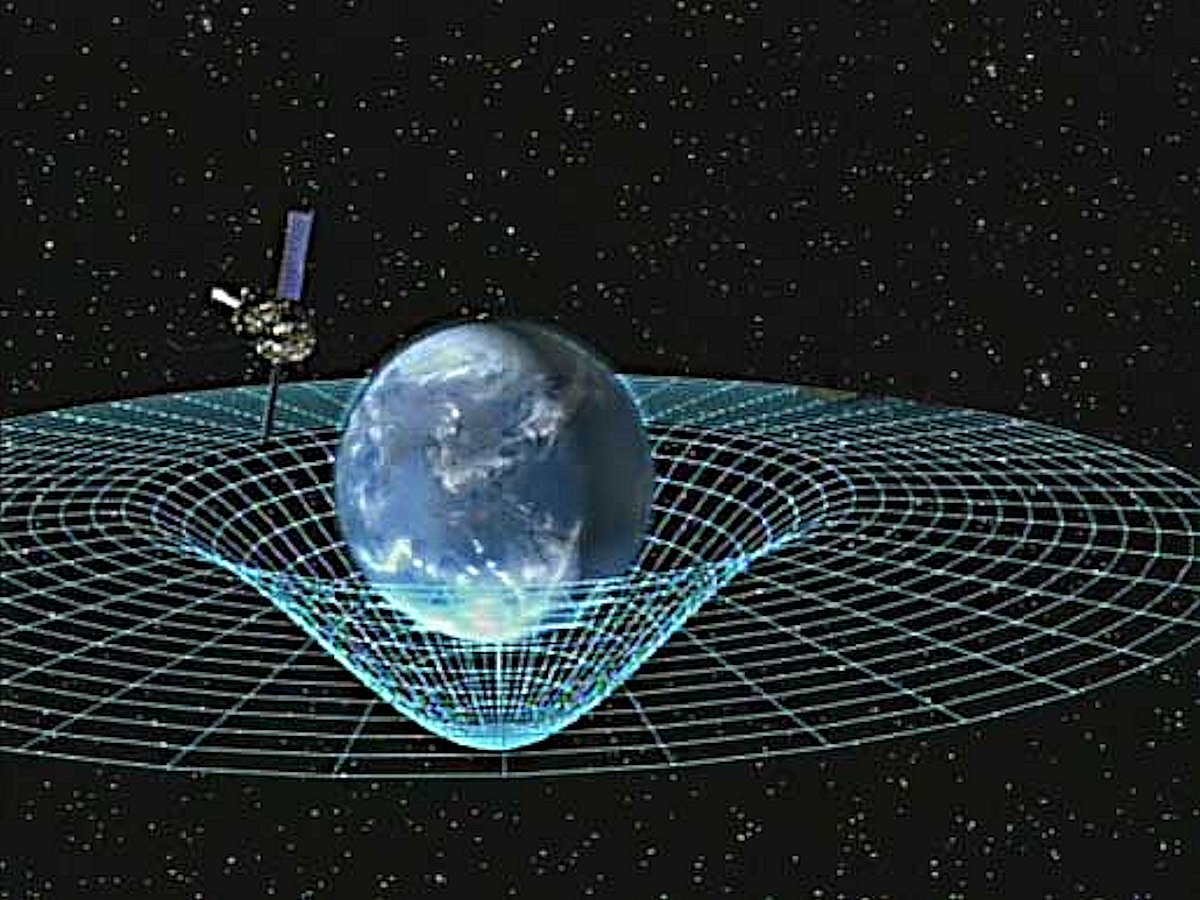
Vue d'artiste de la sonde Gravity Probe B, en orbite autour de la Terre pour vérifier certains aspects de la théorie de la relativité générale.

En physique, un quadrivecteur est un vecteur à quatre dimensions utilisé pour représenter un événement dans l'espace-temps. Dans la théorie de la relativité restreinte, un quadrivecteur est un vecteur de l'espace de Minkowski, où un changement de référentiel se fait par des transformations de Lorentz (par covariance des coordonnées).
En relativité restreinte, un quadrivecteur, (ou 4-vecteur), est un vecteur, appartenant à l'espace vectoriel {\displaystyle E} associé à l'espace affine {\displaystyle {\mathcal {E}}} qu'est l'espace-temps,. Un quadrivecteur a quatre composantes,, homogènes en dimension.
Exprimés dans une base vectorielle donnée de l'espace-temps de Minkowski, on parle de quadrivecteurs contravariants. À partir de cette base et du produit scalaire de l'espace de Minkowski, on construit une autre base vectorielle, dite covariante, permettant d'écrire le produit scalaire de manière allégée. Exprimés dans cette seconde base, les quadrivecteurs sont dits covariants.
Dans la théorie de la relativité générale, un quadrivecteur est un quadrivecteur de l'espace tangent de la variété de dimension quatre de cette théorie.
Un quadrivecteur est un tenseur d'ordre 1 (il n'y a qu'un indice).
Le terme quadrivecteur est dû au physicien théoricien allemand Arnold Sommerfeld (1864-1951).

## Quadrivecteurs covariants et contravariants

### Des vecteurs aux quadrivecteurs contravariants: conventions
Dans l'espace-temps de Minkowski, un vecteur a quatre dimensions, et d'un référentiel à l'autre, les changements de coordonnées se font en utilisant les transformations de Lorentz. Plutôt que de vecteur, on parle de quadrivecteur.
Si on a une base vectorielle {\displaystyle \ \{{\vec {e}}_{0};{\vec {e}}_{1};{\vec {e}}_{2};{\vec {e}}_{3}\}}, où {\displaystyle \ {\vec {e}}_{0}} est un vecteur directeur de l'axe temporel, un vecteur s'écrit habituellement {\displaystyle \sum _{i=0}^{3}u^{i}.{\vec {e}}_{i}}, où {\displaystyle \ \{u^{0};u^{1};u^{2};u^{3}\}} sont les coordonnées du quadrivecteurs, et {\displaystyle \ u^{0}} est la coordonnée temporelle. La base de l'espace étant donnée, l'expression du quadrivecteur dans cette base s'appelle quadrivecteur contravariant.
Les conventions d'écritures sont précises : les indices des vecteurs sont en bas {\displaystyle \ ({\vec {e}}_{i})}, ceux des coordonnées sont en haut {\displaystyle \ (u^{i})}. En général la flèche au-dessus des vecteurs est omise : {\displaystyle \ {\vec {e}}_{i}=e_{i}}.
La convention d'Einstein sur les indices permet d'omettre le symbole de sommation : {\displaystyle \sum _{i=0}^{3}u^{i}.e_{i}=u^{i}.e_{i}}.
Dans une base donnée, un quadrivecteur {\displaystyle u} est identifié au quadruplet de ses coordonnées contravariantes : {\displaystyle u=(u^{0};u^{1};u^{2};u^{3})=\left(u^{i}\right)_{i=0;1;2;3}}

### De la base covariante aux quadrivecteurs covariants
En relativité restreinte, l'espace est l'espace-temps de Minkowski et est doté de la forme bilinéaire symétrique associée à la forme quadratique due à l'intervalle d'espace-temps. Cette opération est souvent désignée, par analogie avec les vecteurs classiques, au produit scalaire. Connaissant une base {\displaystyle \ \{e_{0};e_{1};e_{2};e_{3}\}} telle que l'axe de {\displaystyle \ e_{0}} soit l'axe temporel du référentiel, cette forme bilinéaire est définie par {\displaystyle \ \langle u;v\rangle =u^{0}.v^{0}-u^{1}.v^{1}-u^{2}.v^{2}-u^{3}.v^{3}=\sum _{i=0}^{3}\eta _{ij}.u^{i}.v^{j}}, où {\displaystyle \left(\eta _{ii}\right)=(1;-1;-1;-1)} et {\displaystyle \ \eta _{ij}=0} pour {\displaystyle \ i\neq j} est appelé métrique de Minkowski.
On cherche alors une base, dite duale ou covariante, {\displaystyle \ \{e^{0};e^{1};e^{2};e^{3}\}} (par convention les indices de ces vecteurs sont en haut) telle que {\displaystyle \ \langle e^{i};e_{j}\rangle =\delta _{j}^{i}=\delta _{ij}}, où {\displaystyle \ \delta _{j}^{i}=\delta _{ij}} est le symbole de Kronecker.
On trouve {\displaystyle \ e^{0}=e_{0}} et {\displaystyle \ e^{i}=-e_{i}} pour {\displaystyle \ i=1;2;3}. Dans cette base covariante, les coordonnées d'un quadrivecteur {\displaystyle \ u=u^{i}.e_{i}} sont notées {\displaystyle \ u_{i}} (les indices des coordonnées sont en bas) : on trouve {\displaystyle \ u_{0}=u^{0}} et {\displaystyle \ u_{i}=-u^{i}} pour {\displaystyle \ i=1;2;3}.
On écrit {\displaystyle \ u=u_{i}.e^{i}} et on parle de quadrivecteur covariant. On a : {\displaystyle \ u=u^{i}.e_{i}=u_{i}.e^{i}}.
La forme bilinéaire s'écrit alors : {\displaystyle \ \langle u;v\rangle =\sum _{i,j=0}^{3}u_{i}.v^{j}\langle e^{i},e_{j}\rangle =\sum _{i,j=0}^{3}u_{i}.v^{j}.\delta _{j}^{i}=\sum _{i=0}^{3}u_{i}.v^{i}=u_{i}.v^{i}}. La forme étant symétrique, on a {\displaystyle \ \langle u;v\rangle =u_{i}.v^{i}=u^{i}.v_{i}}.
La méthode est identique en relativité générale où la forme bilinéaire s'écrit {\displaystyle \ \langle u;v\rangle =\sum _{i,j=0}^{3}g_{ij}.u^{i}.v^{j}=g_{ij}.u^{i}.v^{j}}, où {\displaystyle \ g_{ij}} est le tenseur métrique local, avec {\displaystyle \ \left(g^{ij}\right)_{ij}} la matrice inverse vérifiant {\displaystyle \ g^{ij}g_{jk}=\delta _{k}^{i}} (avec la convention d'Einstein sur les indices). En imposant aussi {\displaystyle \ \langle e^{i};e_{j}\rangle =\delta _{j}^{i}}, on trouve {\displaystyle \ e^{i}=g^{ij}e_{j}} et {\displaystyle \ u_{i}=g_{ij}u^{j}}. Et on peut également écrire {\displaystyle \ \langle u;v\rangle =u_{i}.v^{i}=u^{i}.v_{i}}.
La définition des {\displaystyle \ e^{i}} par la forme bilinéaire permet de s'assurer que par changement de référentiel, « la transformée de la covariante est la covariante de la transformée » : si {\displaystyle \ T} est une transformation (de Lorentz, pour la relativité restreinte) associée à un changement de base, {\displaystyle \ \{e_{i}\}_{i=0;...;3}} la base initiale et {\displaystyle \ \{f_{i}\}_{i=0;...;3}} la base transformée {\displaystyle \ f_{i}=T(e_{i})}, alors du fait que {\displaystyle \ \langle T(u);T(v)\rangle =\langle u;v\rangle }, on obtient {\displaystyle \ f^{i}=T(e^{i})}.
Remarques
En relativité générale, une base de l'espace tangent étant donnée, on a {\displaystyle \ \langle e_{i};e_{j}\rangle =g_{ij}}, résultat invariant par changement de base : une autre base {\displaystyle \ \left(f_{i}\right)_{i}} vérifie {\displaystyle \ f_{i}=T(e_{i})} et {\displaystyle \ \langle f_{i};f_{j}\rangle =\langle T(e_{i});T(e_{j})\rangle =\langle e_{i};e_{j}\rangle =g_{ij}}.

Dans un espace euclidien, en choisissant une base orthonormée, on a {\displaystyle \ \langle e_{i};e_{j}\rangle =\delta _{ij}}, et donc {\displaystyle \ e^{i}=e_{i}}.

### Quadriscalaires et norme
De par la nature tensorielle même des quadrivecteurs, on sait que le résultat du produit scalaire de deux quadrivecteurs doit être un scalaire invariant peu importe le choix du référentiel, dans la mesure où les deux quadrivecteurs qui ont été multipliés ensemble étaient exprimés dans le même référentiel. Dans le contexte de la relativité, on appelle quadriscalaire les quantités dont la valeur est indépendante du choix de référentiel, et qui peuvent donc être exprimés comme le produit scalaire de deux quadrivecteurs.
En particulier, il est possible de faire le produit scalaire d'un quadrivecteur avec lui-même. Par analogie avec les vecteurs classiques, on appelle le résultat la norme du quadrivecteur, et il est garanti que c'est un quadriscalaire. Les quadriscalaires qui sont la norme d'un quadrivecteur ont généralement une signification physique importante quant aux propriétés physiques de l'objet décrit par le quadrivecteur.

## Quelques exemples de quadrivecteurs
- Quadrivecteur position-temps:

{\displaystyle x^{a}=(t,{\mathbf {r} })=(t,x,y,z)},
ou
{\displaystyle x^{a}=(ct,{\mathbf {r} })=(ct,x,y,z)}.
Il faut cependant préciser que le quadrivecteur position-temps n'est pas un quadrivecteur à proprement parler. En effet le quadrivecteur position-temps change sous changement de référentiels inertiels par des transformations de Poincaré, et non de Lorentz. La distinction est assez mince, mais elle réside dans le fait que le quadrivecteur position-temps varie sous translation spatio-temporelle, ce qui n'est pas le cas des autres quadrivecteurs. Ceci est aussi du au fait que le quadrivecteur position-temps n'est pas vraiment un tenseur, puisqu'il n'est pas défini sur l'espace tangent (ou cotangent) à l'espace de Minkowski, mais sur l'espace de Minkowski lui-même. Si on se souvient de cette légère subtilité, il n'y a pas grand mal à désigner le quadrivecteur position-temps comme un quadrivecteur.
- Quadrivecteur vitesse (quadrivitesse) :

{\displaystyle u^{a}={\frac {{\rm {d}}x^{a}}{{\rm {d}}\tau }}},
ou
{\displaystyle u^{a}={\frac {{\rm {d}}x^{a}}{c{\rm {d}}\tau }}},
où τ est le temps propre, c'est-à-dire le temps qui serait indiqué par une horloge qui serait attaché à l'objet dont la trajectoire aurait le vecteur vitesse correspondant. Le quadrivecteur vitesse est par définition de norme fixée (par norme on entend la quantité {\displaystyle \eta _{ab}u^{a}u^{b}}, voir paragraphe ci-dessus), égale, selon la convention de coordonnée et de signe choisie à c2, -c2, 1, ou -1. La composante temporelle du quadrivecteur vitesse est déterminée par la condition que la norme soit égale à la valeur imposée.
- Quadrivecteur impulsion (quadri-impulsion). Pour une particule de masse non nulle :

{\displaystyle p^{a}=m{\frac {{\rm {d}}x^{a}}{{\rm {d}}\tau }}},
ou
{\displaystyle p^{a}=m{\frac {{\rm {d}}x^{a}}{c{\rm {d}}\tau }}},
où τ est le temps propre. Le quadrivecteur impulsion possède une norme fixée, égale, selon la convention de coordonnée et de signe choisie à m2c2, -m2c2, m2, ou -m2. La composante temporelle du quadrivecteur vitesse est déterminée par la condition que la norme soit égale à la valeur imposée. On peut montrer qu'elle s'identifie (à une constante près) à l'énergie de l'objet telle qu'elle serait mesurée par un observateur immobile par rapport aux coordonnées x, y, z.
- Potentiel vecteur Aa. Ce quadrivecteur potentiel est défini avec des composantes contravariantes. Ses composantes spatiales s'identifient (au signe près) au potentiel vecteur de l'électromagnétisme, dont le rotationnel donne le champ magnétique. Sa composante temporelle donne, à un facteur multiplicatif près, le potentiel électrique.

- nabla: {\displaystyle \nabla }a est un opérateur covariant. Ses composantes spatiales s'identifient (au signe près) au gradient et sa composante temporelle s'identifie à la dérivée temporelle (à une constance 1/c) près. Sa pseudonorme s'identifie au d'alembertien